# Kubilay Türkyilmaz
Kubilay Türkyilmaz (Bellinzona, 4 maart 1967) is een voormalig Zwitsers profvoetballer van Turkse afkomst. Türkyilmaz was sinds 2001 (samen met Max Abegglen) topscorer aller tijden van het Zwitserse elftal totdat op 30 mei 2008 deze eretitel werd overgenomen door Alexander Frei. Türkyilmaz stond bekend als een snelle, doelgerichte en fysiek sterke spits.

## Carrière

### Zwitsers debuut
Türkyilmaz werd geboren als zoon van Turkse immigranten in de Zwitserse stad Bellinzona, waar het Italiaans de voertaal is. Daar werd hij opgeleid tot een gediplomeerd autospuiter maar uiteindelijk zou hij meer bekendheid verwerven als profvoetballer. Türkyilmaz begon zijn carrière in 1986 bij het plaatselijke AC Bellinzona. Na een jaar te hebben gevoetbald koos Türkyilmaz uit praktische overwegingen voor de Zwitserse nationaliteit zodat Bellinzona een extra buitenlandse speler kon aantrekken en hij in staat om voor het Zwitserse nationale elftal uit te komen. Zijn debuut voor de Zwitsers vond plaats op 2 februari 1988 tegen Frankrijk, elf maanden na zijn debuut voor Bellinzona.

### Mislukte avonturen
In 1989 verhuisde de Zwitser naar Servette om vervolgens een jaar later voor het Zwitserse recordbedrag van vijf miljoen gulden naar Bologna te verkassen. Met de Italiaanse club degradeerde hij echter tweemaal waardoor de club afzakte naar de Serie C. Türkyilmaz besloot toen de (al lang verwachte) overstap naar Turkije te maken. In het land van zijn ouders tekende hij een contract bij Galatasaray. Met twee doelpunten op Old Trafford tegen Manchester United in de Champions League leek zijn entree veelbelovend. Türkyilmaz kon echter niet goed overweg met trainer Graeme Souness waardoor hij het uiteindelijk maar anderhalf jaar volhield in Turkije. De weinig spraakzame Zwitser vond dat er sprake was van een 'media-hetze', veroorzaakt door Souness, die breed werd uitgemeten in de Turkse pers. Türkyilmaz was altijd overal opgesteld als spits, maar van de Schotse trainer moest hij uit de voeten op de linksback positie, waar hij volgens de Turkse media 'waardeloos' speelde. Türkyilmaz bleek na Bologna opnieuw een ongelukkige keuze te hebben gemaakt met Galatasaray.

### Topjaren
Hij besloot daarom terug te keren naar zijn geboorteland om een contract te ondertekenen bij Grasshoppers. In Zwitserland bloeide hij vervolgens weer helemaal op, getuige zijn drievoudige uitverkiezing tot Zwitsers voetballer van het jaar (in 1995/96, 1996/97 en 1997/98). In 1996 werd hij zelfs opgenomen in het eindklassement van de Europees voetballer van het jaar. Dit was mede te danken aan zijn uitstekende prestaties op het EK voetbal, waar hij zich als een van de weinige Zwitserse spelers wist te onderscheiden. Zo maakte hij in het EK-openingsduel tegen Engeland het enige Zwitserse doelpunt van het toernooi, waardoor de wedstrijd in een gelijkspel eindigde (1-1). Het kwam hem op belangstelling van diverse Europese topclubs te staan, waaronder Ajax, Internazionale, Liverpool en Manchester United. Zwitserse media rekenden op een vertrek naar Internazionale, waar hij de opvolger moest worden van de afgekeurde Nwankwo Kanu. Tegen de verwachting in koos Türkyilmaz echter voor aan langer verblijf in Zwitserland.

### Einde carrière
In de periode die volgde op zijn verblijf bij Grasshoppers speelde Türkyilmaz in drie jaar tijd voor drie verschillende clubs. Uiteindelijk maakte hij in 2000 nog eenmaal de overstap naar het buitenland, toen hij een contract bij tweedeklasser Brescia tekende. Daar kwam bij echter niet veel aan spelen toe waarna hij besloot terug te keren naar Zwitserland bij zijn voormalige club FC Luzern. Op 5 september 2001 liep hij in het interlandduel tegen Luxemburg, waarin hij topscorer van het Zwitserse elftal aller tijden werd, een kniebeschadiging op. Dit betekende het einde van de loopbaan van de 34-jarige spits, want op 7 november 2001 zette hij vanwege de kwetsuur noodgedwongen een punt achter zijn carrière.
| Interlands van Kubilay Türkyilmaz voor Zwitserland | Interlands van Kubilay Türkyilmaz voor Zwitserland | Interlands van Kubilay Türkyilmaz voor Zwitserland | Interlands van Kubilay Türkyilmaz voor Zwitserland | Interlands van Kubilay Türkyilmaz voor Zwitserland | Interlands van Kubilay Türkyilmaz voor Zwitserland |
| №                                                  | Datum                                              | Wedstrijd                                          | Uitslag                                            | Competitie                                         | Goals                                              |
| -------------------------------------------------- | -------------------------------------------------- | -------------------------------------------------- | -------------------------------------------------- | -------------------------------------------------- | -------------------------------------------------- |
| 1                                                  | 02 Feb 1988                                        | Frankrijk – Zwitserland                            | 2–1                                                | Oefeninterland                                     |                                                    |
| 2                                                  | 05 Feb 1988                                        | Zwitserland – Oostenrijk                           | 2–1                                                | Oefeninterland                                     |                                                    |
| 3                                                  | 27 Apr 1988                                        | West-Duitsland – Zwitserland                       | 1–0                                                | Oefeninterland                                     |                                                    |
| 4                                                  | 28 May 1988                                        | Zwitserland – Engeland                             | 0–1                                                | Oefeninterland                                     |                                                    |
| 5                                                  | 05 Jun 1988                                        | Zwitserland – Spanje                               | 1–1                                                | Oefeninterland                                     |                                                    |
| 6                                                  | 24 Aug 1988                                        | Zwitserland – Joegoslavië                          | 0–2                                                | Oefeninterland                                     |                                                    |
| 7                                                  | 21 Sep 1988                                        | Luxemburg – Zwitserland                            | 1–4                                                | WK-kwalificatie                                    | Goal · Goal                                        |
| 8                                                  | 19 Oct 1988                                        | België – Zwitserland                               | 1–0                                                | WK-kwalificatie                                    |                                                    |
| 9                                                  | 04 Apr 1989                                        | Hongarije – Zwitserland                            | 3–0                                                | Oefeninterland                                     |                                                    |
| 10                                                 | 26 Apr 1989                                        | Portugal – Zwitserland                             | 3–1                                                | WK-kwalificatie                                    |                                                    |
| 11                                                 | 07 Jun 1989                                        | Zwitserland – Tsjecho-Slowakije                    | 0–1                                                | WK-kwalificatie                                    |                                                    |
| 12                                                 | 21 Jun 1989                                        | Zwitserland – Brazilië                             | 1–0                                                | Oefeninterland                                     | Goal                                               |
| 13                                                 | 20 Sep 1989                                        | Zwitserland – Portugal                             | 1–2                                                | WK-kwalificatie                                    | Goal                                               |
| 14                                                 | 11 Oct 1989                                        | Zwitserland – België                               | 2–2                                                | WK-kwalificatie                                    | Goal                                               |
| 15                                                 | 25 Oct 1989                                        | Tsjecho-Slowakije – Zwitserland                    | 3–0                                                | WK-kwalificatie                                    |                                                    |
| 16                                                 | 15 Nov 1989                                        | Zwitserland – Luxemburg                            | 2–1                                                | WK-kwalificatie                                    | Goal                                               |
| 17                                                 | 13 Dec 1989                                        | Spanje – Zwitserland                               | 2–1                                                | Oefeninterland                                     |                                                    |
| 18                                                 | 08 May 1990                                        | Zwitserland – Argentinië                           | 1–1                                                | Oefeninterland                                     | Goal                                               |
| 19                                                 | 02 Jun 1990                                        | Zwitserland – Verenigde Staten                     | 2–1                                                | Oefeninterland                                     |                                                    |
| 20                                                 | 21 Aug 1990                                        | Oostenrijk – Zwitserland                           | 1–3                                                | Oefeninterland                                     | Goal · Goal                                        |
| 21                                                 | 12 Sep 1990                                        | Zwitserland – Bulgarije                            | 2–0                                                | EK-kwalificatie                                    |                                                    |
| 22                                                 | 17 Oct 1990                                        | Schotland – Zwitserland                            | 2–1                                                | EK-kwalificatie                                    |                                                    |
| 23                                                 | 14 Nov 1990                                        | San Marino – Zwitserland                           | 0–4                                                | EK-kwalificatie                                    |                                                    |
| 24                                                 | 19 Dec 1990                                        | Duitsland – Zwitserland                            | 4–0                                                | Oefeninterland                                     |                                                    |
| 25                                                 | 12 Mar 1991                                        | Liechtenstein – Zwitserland                        | 0–6                                                | Oefeninterland                                     | Goal                                               |
| 26                                                 | 03 Apr 1991                                        | Zwitserland – Roemenië                             | 0–0                                                | EK-kwalificatie                                    |                                                    |
| 27                                                 | 01 May 1991                                        | Bulgarije – Zwitserland                            | 2–3                                                | EK-kwalificatie                                    | Goal                                               |
| 28                                                 | 05 Jun 1991                                        | Zwitserland – San Marino                           | 7–0                                                | EK-kwalificatie                                    | Goal                                               |
| 29                                                 | 21 Aug 1991                                        | Tsjecho-Slowakije – Zwitserland                    | 1–1                                                | Oefeninterland                                     | Goal                                               |
| 30                                                 | 11 Sep 1991                                        | Zwitserland – Schotland                            | 2–2                                                | EK-kwalificatie                                    |                                                    |
| 31                                                 | 09 Oct 1991                                        | Zwitserland – Zweden                               | 3–1                                                | Oefeninterland                                     | Goal                                               |
| 32                                                 | 13 Nov 1991                                        | Roemenië – Zwitserland                             | 1–0                                                | EK-kwalificatie                                    |                                                    |
| 33                                                 | 25 Mar 1992                                        | Ierland – Zwitserland                              | 2–1                                                | Oefeninterland                                     |                                                    |
| 34                                                 | 28 Apr 1992                                        | Zwitserland – Bulgarije                            | 0–2                                                | Oefeninterland                                     |                                                    |
| 35                                                 | 18 Nov 1992                                        | Zwitserland – Malta                                | 3–0                                                | WK-kwalificatie                                    |                                                    |
| 36                                                 | 17 Mar 1993                                        | Tunesië – Zwitserland                              | 0–1                                                | Oefeninterland                                     |                                                    |
| 37                                                 | 17 Apr 1993                                        | Malta – Zwitserland                                | 0–2                                                | WK-kwalificatie                                    | Goal                                               |
| 38                                                 | 11 Aug 1993                                        | Zweden – Zwitserland                               | 1–2                                                | Oefeninterland                                     |                                                    |
| 39                                                 | 17 Nov 1993                                        | Zwitserland – Estland                              | 4–0                                                | WK-kwalificatie                                    |                                                    |
| 40                                                 | 12 Oct 1994                                        | Zwitserland – Zweden                               | 4–2                                                | EK-kwalificatie                                    | Goal                                               |
| 41                                                 | 16 Nov 1994                                        | Zwitserland – IJsland                              | 1–0                                                | EK-kwalificatie                                    |                                                    |
| 42                                                 | 19 Jun 1995                                        | Zwitserland – Italië                               | 0–1                                                | Oefeninterland                                     |                                                    |
| 43                                                 | 23 Jun 1995                                        | Zwitserland – Duitsland                            | 1–2                                                | Oefeninterland                                     |                                                    |
| 44                                                 | 16 Aug 1995                                        | IJsland – Zwitserland                              | 0–2                                                | EK-kwalificatie                                    | Goal                                               |
| 45                                                 | 06 Sep 1995                                        | Zweden – Zwitserland                               | 0–0                                                | EK-kwalificatie                                    |                                                    |
| 46                                                 | 11 Oct 1995                                        | Zwitserland – Hongarije                            | 3–0                                                | EK-kwalificatie                                    | Goal                                               |
| 47                                                 | 15 Nov 1995                                        | Engeland – Zwitserland                             | 3–1                                                | Oefeninterland                                     |                                                    |
| 48                                                 | 24 Apr 1996                                        | Zwitserland – Wales                                | 2–0                                                | Oefeninterland                                     | Goal                                               |
| 49                                                 | 01 Jun 1996                                        | Zwitserland – Tsjechië                             | 1–2                                                | Oefeninterland                                     |                                                    |
| 50                                                 | 08 Jun 1996                                        | Engeland – Zwitserland                             | 1–1                                                | EK-eindronde                                       | Goal                                               |
| 51                                                 | 13 Jun 1996                                        | Zwitserland – Nederland                            | 0–2                                                | EK-eindronde                                       |                                                    |
| 52                                                 | 18 Jun 1996                                        | Schotland – Zwitserland                            | 1–0                                                | EK-eindronde                                       |                                                    |
| 53                                                 | 31 Aug 1996                                        | Azerbeidzjan – Zwitserland                         | 1–0                                                | WK-kwalificatie                                    |                                                    |
| 54                                                 | 10 Nov 1996                                        | Zwitserland – Noorwegen                            | 0–1                                                | WK-kwalificatie                                    |                                                    |
| 55                                                 | 30 Apr 1997                                        | Zwitserland – Hongarije                            | 1–0                                                | WK-kwalificatie                                    | Goal                                               |
| 56                                                 | 11 Oct 1997                                        | Zwitserland – Azerbeidzjan                         | 5–0                                                | WK-kwalificatie                                    | Goal · Goal · Goal                                 |
| 57                                                 | 04 Sep 1999                                        | Denemarken – Zwitserland                           | 2–1                                                | EK-kwalificatie                                    | Goal                                               |
| 58                                                 | 08 Sep 1999                                        | Zwitserland – Wit-Rusland                          | 2–0                                                | EK-kwalificatie                                    | Goal · Goal                                        |
| 59                                                 | 07 Oct 2000                                        | Zwitserland – Faeröer                              | 5–1                                                | WK-kwalificatie                                    | Goal · Goal · Goal                                 |
| 60                                                 | 11 Oct 2000                                        | Slovenië – Zwitserland                             | 2–2                                                | WK-kwalificatie                                    | Goal · Goal                                        |
| 61                                                 | 01 Sep 2001                                        | Zwitserland – Joegoslavië                          | 1–2                                                | WK-kwalificatie                                    |                                                    |
| 62                                                 | 05 Sep 2001                                        | Luxemburg – Zwitserland                            | 0–3                                                | WK-kwalificatie                                    | Goal · Goal                                        |

## Erelijst
Met Galatasaray:
- Süper Lig: 1993/94

Met Grasshoppers:
- Nationalliga A: 1995/96, 1997/98

Persoonlijke prijzen:
- Zwitsers voetballer van het jaar: 1995/96, 1996/97, 1997/98

## Trivia
- Türkyilmaz was de eerste speler die in een WK-kwalificatiewedstrijd een hattrick maakte door drie penalty's te benutten. Hij deed dit op 7 oktober 2000 in Zürich in de kwalificatiewedstrijd voor het WK 2002 tegen de Faeröer.[4] Nadien werd dit nog geëvenaard door Henrik Larsson (Zweden - Moldavië op 6 juni 2001) en Ronaldo (Brazilië - Argentinië op 2 juni 2004).